# Клан Твіді

Нашоломник клану Твіді.

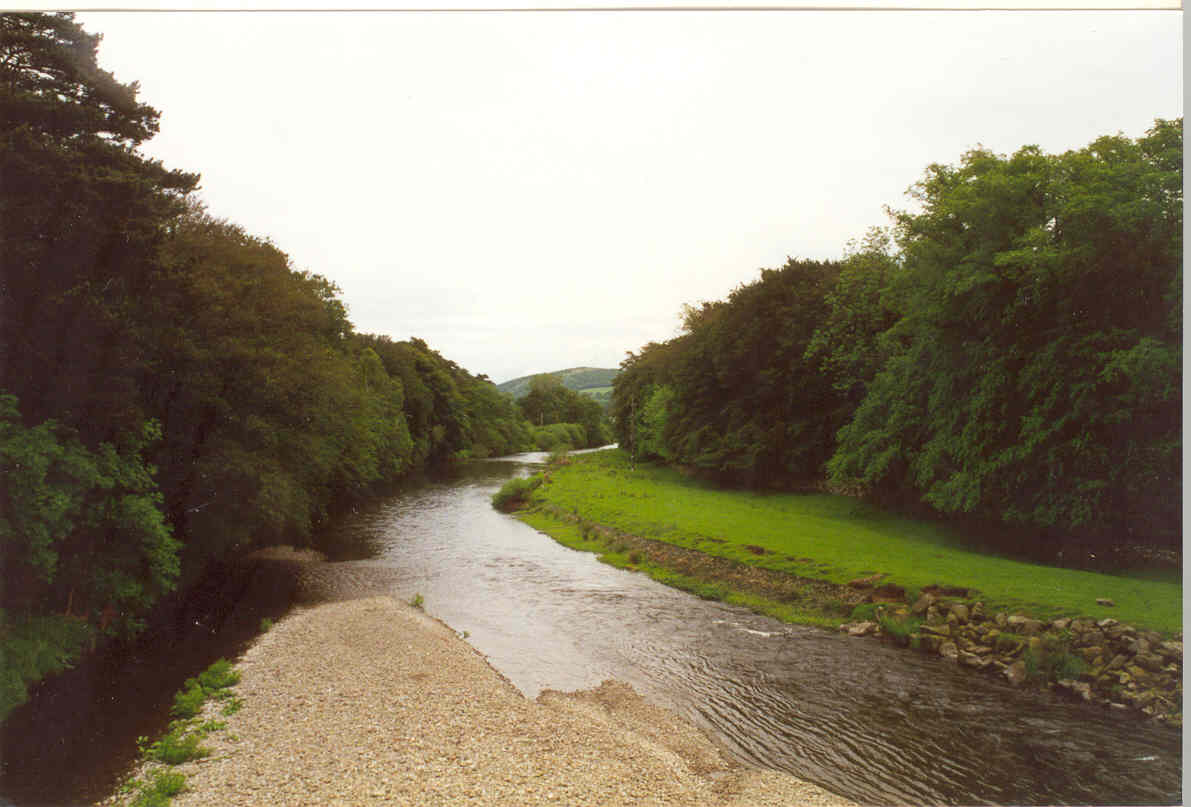
Річка Твід.

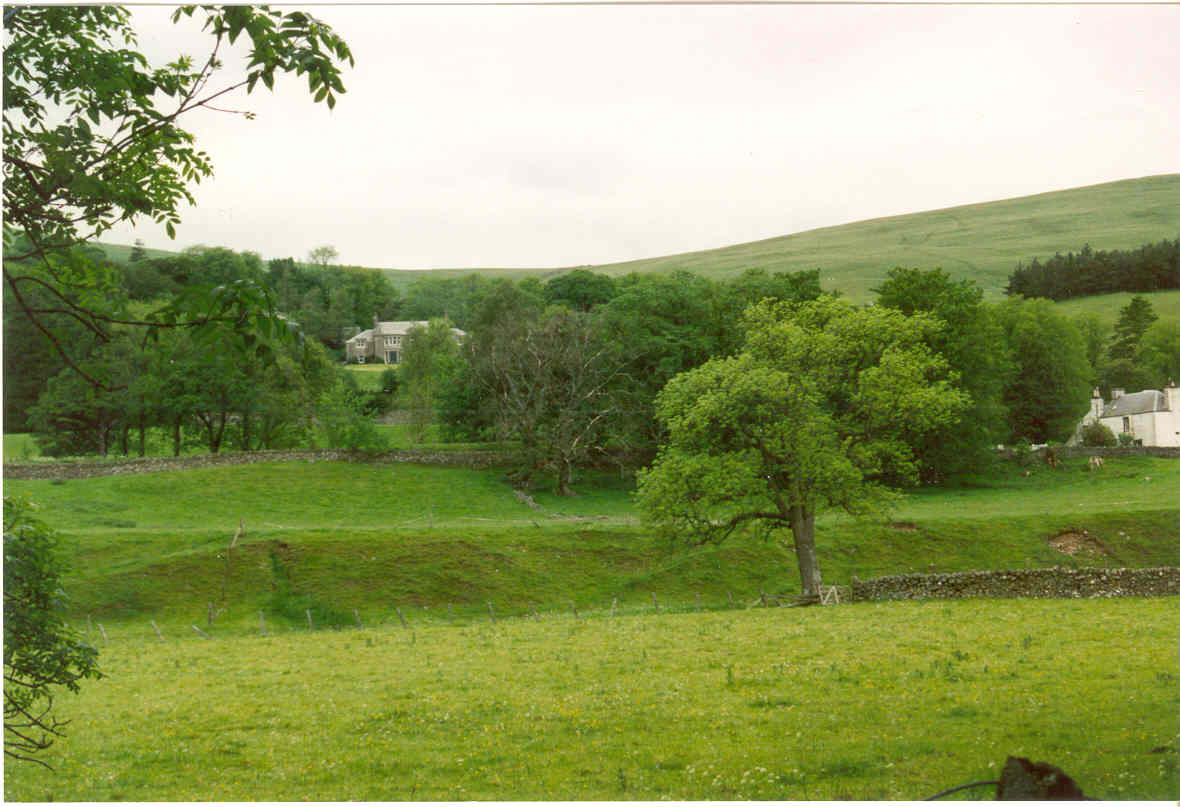
Землі Олівер.

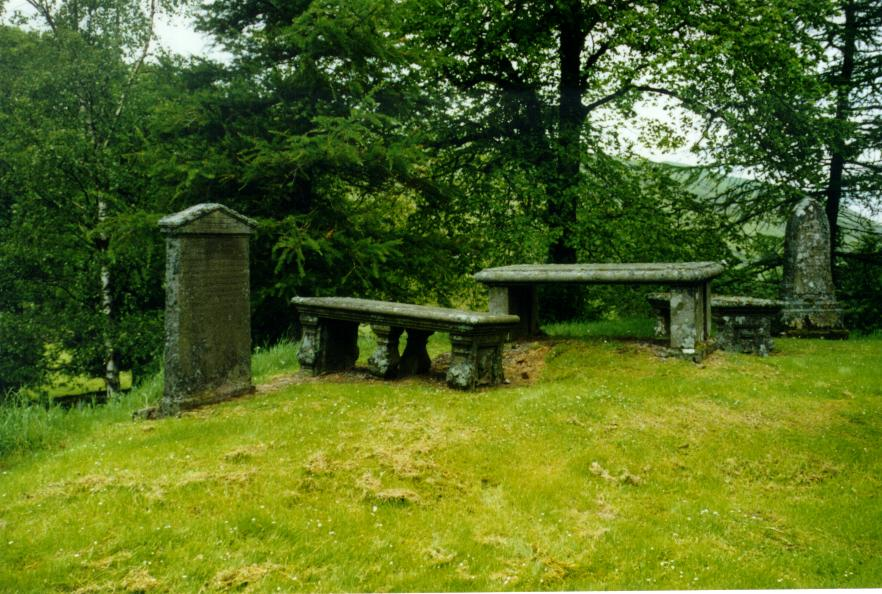
Камінь Твіді.

Клан Твіді (шотл. — Clan Tweedie, Clan Tweedy) — один з кланів рівнинної частини Шотландії — Лоулендсу. На сьогодні клан Твіді не має визнаного герольдами Шотландії вождя, тому називається в Шотландії «кланом зброєносців». По своєму походженню клан Твіді іноді розглядається як септа клану Фрейзер з Ловата. Назва клану походить від земель Твіді, які розташовані вздовж річки Твід, що в Піблширі — в землях, що належать до Шотландського Прикордоння.
Гасло клану: Thol and Think — Терпи і думай (шотл.), Bi foighidneach agus a 'smaoineachadh — Терпи і думай (гельск.)
Символ клану: голова бика
Союзні клани: Фрейзер
Ворожі клани: Ґед (Ґеддес), Флемінг, Вейч

## Історія клану Твіді

### Походження клану Твіді
Існує легенда про походження назви клану Твіді. Легенда пов'язує походження назви і самого клану з духом річки Твід. У шотландській міфології крім реального світу існує ще потойбічний світ населений чисельними фейрі — потойбічними істотами. Легенда розповідає, що якось лицар, що жив біля річки Твід вирушив у хрестовий похід. І коли він повернувся з походу, то виявив, що його дружина вагітна. Дружина пояснила, що коли вона підійшла до річки Твід, то з річки вийшов дух цієї річки — фетрі Твід, від якого вона і завагітніла. Лицар повірив у цю фантастичну історію і сина, який народився, назвав Твіді. Від нього і походить клан Твіді. Історики сумніваються у правдивості цієї історії, кажуть що назва клану пішла від земель Твіді.

### Давня історія клану Твіді
Клад Твіді був давнім шотландським кланом, одним із найсильніших кланів в землях Друмелзір в Твіддейлі. Найдавніший вождь клану Твіді про якого нам відомо з історичних документів — Йоган де Тведа або Джон де Тведа (шотл. — Johannes de Tueda, John de Tueda). Він жив у часи правління короля Шотландії Олександра II (1214—1249). Згодом Джону де Тведа король Шотландії Олександр III (1249—1286) дарував грамоту на володіння землями, які були і без того його вотчиною. У грамоті він зазначається як Джон де Тведі. Клан володів землями вздовж річки Твід, від якої клан і отримав свою назву.

### ХІІІ— XV століття
У 1296 році король Англії Едвард І Довгоногий захопив Шотландію і змусив вождів шотландських кланів присягнути йому на вірність і підписати відповідний документ — «Рагман Роллс». У цьому документі є ім'я Фінлея (Фінлі) де Твідіна. Його син Роджер де Твідін отримав грамоту на володіння землями та замком Друммелзір у 1320 році. Він одружився з дочкою і спадкоємицею Вільяма Фрейзера — володаря замку Олівер. Внаслідок цього баронство і замок Друммелізер стали власністю клану Твіді. Право власності підтвердив король Шотландії Роберт І Брюс грамотою від 12 червня 1326 року. Крім того, Роберт Брюс дарував Роджеру де Твідіну землі Джона Сетона — це було зроблено як компенсацію за шкоду, якої завдав клану Твіді Джон та його брат. У документі, що дійшов до нашого часу, сказано, що Джон вкрав в Роджера equitinium. Такого слова в латинській мові немає. вважається, що мова тут іде про табун коней. Така крадіжка вважалася серйозним злочином в ті часи.
Клан володів цими землями більше 300 років. Чамберс у своїй «Історії Піблширу» описує клан Твіді як кельтських дикунів. Інші історики XVIII століття пишуть про клан Твіді як про сильний і давній клан Прикордоння.
У 1320 році Роджер Твіді придбав будинок, пивоварню та землі, які до того належали Вільяму мак Аттінгу. Після цього Роджер Твіді ще двічі купував землі — в 1329 та в 1331 році.
26 листопада 1331 року лорд Скерлінг поскаржився в парламенті на Вільяма Твіді — сина Роджера Твіді. У 1351 році Вільям Твіді одружився з четвертою дочкою Агнес Данбар — вона згадується в творі Вальтера Скотта «Розповідь дівчини» під іменем Чорна Агнес. У ті часи клан Твіді був васалом клану Дуглас. Зберігся документ, в якому згідно прохання лорда Дугласа дарується прощення Джеймсу Твіді за якийсь злочин. У 1362 році клан Твіді породичався з кланом Кокберн — сильним і впливовим кланом. Сер Олександр Кокберн одружився з Маргарет Твіді.
Клан Твіді був втягнений у війни кланів. У листопаді 1458 року Роджер та Волтер Твіді були вбиті людьми клану Кокберн. Причина цієї сутички, що сталася на вулицях Единбургу так і лишилася невідомою. Але можливо, все сталося тому, що Патрік Твіді одружився з Маріот — дочкою Олександра Кокберна, а Джеймс Твіді одружився з Маргарет — з вдовою ще одного Кокберна. Вбивши Волтера люди клану Кокберн забрали його щит та меч.

## Твіді Думмелзір
Резиденцією вождя клану до XVII століття був замок Друммелзір. Гілка клану Твіді Думмелзір була головною в клані Твіді. Іншими гілками клану біли гілки Вре, Стобо, Древа, Фруйд, що мали свої замки в долині річки Твід. Давня історія клану є історією нескінченних рейдів, сутичок, ворожнечі як з іншими кланами, так і з англійцями по той бік кордону — типова історія клану Шотландського Прикордоння. Найбільше клан Твіді ворогував з кланом Вейч та з кланом Флемінг. Клан Твіді стягував данину з подорожніх, що перетинали їх землі, викрадав худобу в інших кланів та на території Англії, брав участь у сутичках на вулицях Единбургу.
У 1524 році люди з клану Твіді здійснили замах і вбили лорда Флемінга — вождя клану Флемінг, викрали його сина — Малкольма Флемінга — ІІІ лорда Флемінга. Це вони вчинили через спробу Малкольма Флемінга одружитися з Кетрін Фрейзер, що мала вийти заміж за Джеймса Твіді Друммелзіра. У 1592 році інший Джеймс Твіді Друммелзір був звинувачений у вбивстві Ґеддеса Гленгегдона в Единбурзі. У скарзі, що була подана до суду говориться, що невідомо скільки сутичок і нападів було скоєно Джеймсом Твіді Друммелзіром та людьми його клану. Давня війна з кланом Вейч спалахувала знову і знову. Це привернуло увагу короля Джеймса VI в 1611 році. Король вирішив покласти кінець нескінченним війнам між кланами. Король відвідав долину річки Твіді. Через рік після цього Джеймс Твіді був вбитий на дуелі з Вейчем Давіком.
У 1633 році вождь клану Твіді змушений був продати свої замки та маєтки і сам титул барона Друммелзір лорду Гей Єстер.

## Твіді Олівер
Гілка Твіді Олівер мала резиденцію в замку Олівер і походила від молодшого сина лорда Друммелзір. Ця гілка клану отримала свої землі в приході Твідсмуйр від наставника Торфіхен у XIV столітті.
У 1524 році Томас Твіді Олівер був замішаний у вбивстві лорда Флемінга — вождя клану Флемінг. Це стало причиною довгої і кривавої ворожнечі між двома кланами. Томас Твіді був висланий з Шотландії в 1521 році і зміг повернутися через три роки. Його син Вільям був замішаний в змові з метою вбивства Річчі — фаворита Марії Стюарт. Він і Адам Твіді були серед озброєних людей, які на чолі з Дарнлі, Мортоном, Рутвеном та іншими в ніч на 9 березня 1566 року увірвалися до палацу в Холіруд і в присутності королеви вбили Річчі — її міністра закордонних справ і улюбленого музиканта. Поряд з іншими змовниками, вони були викликані 19 березня постати особисто перед королем і королевою, і Владиками таємної ради відповідати за злочин.
Згодом гілка Твіді Олівер стала вести більш спокійне життя — вони стали заможними землевласниками. У 1745 році лерд Томас Твіді, як і інші люди клану Твіді були обережними, уникли будь-якої участі в повстанні якобітів, коли армія кланів Гайленду перетнула долину Твід.
Томас Твіді одружився з Мері Стівенсон — дочкою Олександра Стівенсона з замку Венлоу. Їх старший син Джеймс успадкував землі та замок Олівер, але гілка вимерла з Лоуренсом Твіді (помер у 1837 році). Титул, землі, замок Олівер Лоуренс Твіді заповів своєму племіннику Джорджу Стодарту за умови, що він візьме прізвище Твіді і герб вождя клану. Гілка Твіді-Стодарт теж потім вимерла.
Другий син Томаса Твіді — інший Томас Твіді жив в Кінгелдорс. Він передав свої статки сину Олександру Твіді. З трьох синів Олександра Томас Стівенсон Твіді (1784—1855) став хірургом в Ост-Індської компанії. У нього була сім'я в Індії, він одружився з індускою, згодом він з нею розлучився і одружився вдруге в Шотландії. Він купив багато втрачених володінь клану Твіді — Кінгледорс, Гленрах, Вре, Рахан. Його брат Моріс Твіді (1787—1867) був генерал-майором в індійської армії, проживав в Танджері, воював під час кампанії Кург та брав участь в інших бойових діях, командували військами в Пенангу, Сінгапурі і в Малацці. Третій брат Майкл Твіді (1791—1874) також був військовим і служив в Королівській артилерії під час війни на Піренейському півострові (1808—1814). Він одружився з Френсіс Форбс і переїхав у Кент, заснувавши гілку Роулінсон Ролвенден.
Син Майкла Твіді — інший Майкл Твіді (1836—1917) був генерал-майором у 1850-х роках, брав участь у Кримській війні, воював з москалями і під час індійського повстання. Його син — адмірал сер Х'ю Твіді (1877—1951) зробив блискучу військово-морську кар'єру в Королівському флоті — він був ад'ютантом короля Георга V в 1925 році і вийшов у відставку як адмірал в 1936 році, але був мобілізований під час Другої світової війни. Він став кавалером Ордена Лазні, отримав французький орден Почесного легіону і японський орден Висхідного Сонця. Майкл Форбс Твіді — онук першого Майкла Твіді, відомий як автор історії сім'ї Твіді — книга опублікована в 1902 році. Інший нащадок першого Майкла Твіді був натуралістом Майклом Твіді, директор музею Раффлес в Сінгапурі.
Інша лінія Твіді, яка тісно пов'язана з гілкою Олівер, походить від Олександра Твіді (помер 1740 року) з гілки Незер Мінзіон через його сина Джеймса. Син Джеймс Олександр Твіді (1759—1811) переїхав в Древа, і його син Джеймс Твіді Котс був засновником кількох родин в Шотландії та Чикаго. Другий син Томас Твіді (1760—1848) переїхав в Патаван, теж став засновником низки родин.

## Твіді Ессекс, Твіді Гу, Твіді Кемпстон, Твіді Відмор Лодж
Гілка клану, що походить від Джорджа Твіді (народився близько 1430 року) жила в Ессексі. Про це згадує герольд Ессексу в 1558 і 1612 роках. Його правнук — Вільям Твіді помер в 1605 році і був похований в Літтл-Сампфорд, графство Ессекс. Його згадують як видатного військового командира королеви Єлизавети І під час придушення повстання на півночі Англії, він злужив разом з непереможним героєм бароном де Віллоубі у Франції, під егідою прославленого графа Лестера в Нідерландах.
Гілка клану жила в Ессексі до кінця XVI століття, потім переїхала в Йоркшир, перш ніж повернутися на південь Англії в XVIII столітті. Гілка клану жила в Бромлі, графство Кент. Полковник Джордж Твіді жив в Бромлі. Джон Ньюман Твіді жив в Віндморі, його син Артур Герн Твіді жив у Відмор Лодж.
Артур Герн Твіді помер в 1925 році і не лишив нащадків. До клану Твіді належить військовий Олівер Роберт Твіді, що служив в Чорній Варті.

## Інші гілки клану Твіді
- Нащадки Преподобного Вільяма Кінга Твіді
- Твіді Корнуолл
- Твіді Нью-Брансвік
- Твіді Клунамагон
- Твіді Квоткван, графство Слайго, Ірландія
- Нащадки Олександра Леслі Твіді
- Твіді Древа, Мінзон, Котс
- Нащадки Олександра Гладстона Твіді.
- Твіді Ліндорес
- Нащадки Ендрю Твіді Единбурзького
- Твіді Бротон Майнс